# 代爾納鄉 (比霍爾縣)
47°12′N 22°18′E / 47.200°N 22.300°E
代爾納鄉（羅馬尼亞語：Comuna Derna, Bihor），是羅馬尼亞的鄉份，位於該國西北部，由比霍爾縣負責管轄，面積49平方公里，海拔高度167米，2007年人口2,812，人口密度每平方公里57人。